# Lista över allmännyttiga bostadsföretag i Sverige
Här listas allmännyttiga bostadsföretag i Sverige sorterade efter namn.

## A
| Bostadsföretag                   | Ägare                | Verksamt i         |
| -------------------------------- | -------------------- | ------------------ |
| ABO                              | Arboga kommun        | Arboga kommun      |
| AF Bostäder, Stiftelsen          | Stiftelse            | Lunds kommun       |
| Alebyggen                        | Ale kommun           | Ale kommun         |
| Alfta-Edsbyns Fastighets AB      | Ovanåkers kommun     | Ovanåkers kommun   |
| Alingsåshem                      | Alingsås kommun      | Alingsås kommun    |
| AllboHus Fastighets AB           | Alvesta kommun       | Alvesta kommun     |
| Aneby Bostäder, Stiftelsen       | Aneby kommun         | Aneby kommun       |
| Ankarhusen                       | HSB Gävleborg        | Gävle kommun       |
| Arbetarbostadsfonden, Stiftelsen | Arbetarbostadsfonden | Stockholms stad    |
| Armada Fastighets AB             | Österåkers kommun    | Österåkers kommun  |
| Arvidsjaurshem                   | Arvidsjaurs kommun   | Arvidsjaurs kommun |
| Arvika Bostads AB                | Arvika kommun        | Arvika kommun      |
| AskersundsBostäder               | Askersunds kommun    | Askersunds kommun  |

## B
| Bostadsföretag                       | Ägare                | Verksamt i           |
| ------------------------------------ | -------------------- | -------------------- |
| AB Bankerydshem                      | Jönköpings kommun    | Jönköpings kommun    |
| Bengtsforshus                        | Bengtsfors kommun    | Bengtsfors kommun    |
| Bergs Hyreshus                       | Bergs kommun         | Bergs kommun         |
| Bjuvsbostäder                        | Bjuvs kommun         | Bjuvs kommun         |
| Bodenbo                              | Bodens kommun        | Bodens kommun        |
| Bollebygds Hyresbostäder, Stiftelsen | Bollebygds kommun    | Bollebygds kommun    |
| Bollnäs bostäder                     | Bollnäs kommun       | Bollnäs kommun       |
| AB Bostaden                          | Umeå kommun          | Umeå kommun          |
| Bostadsbolaget i Mjölby              | Mjölby kommun        | Mjölby kommun        |
| Bostadsstiftelsen Platen             | Motala kommun        | Motala kommun        |
| Bostäder i Borås                     | Borås stad           | Borås stad           |
| Bostäder i Lidköping                 | Lidköpings kommun    | Lidköpings kommun    |
| Botkyrkabyggen                       | Botkyrka kommun      | Botkyrka kommun      |
| Bottnaryds Bostads AB                | Jönköpings kommun    | Jönköpings kommun    |
| Boxholmshus                          | Boxholms kommun      | Boxholms kommun      |
| Bromöllahem                          | Bromölla kommun      | Bromölla kommun      |
| Bräcke Teknik                        | Bräcke kommun        | Bräcke kommun        |
| Burlövs Bostäder                     | Burlövs kommun       | Burlövs kommun       |
| Byggebo i Oskarshamn                 | Oskarshamns kommun   | Oskarshamns kommun   |
| Bärkehus                             | Smedjebackens kommun | Smedjebackens kommun |
| Båstadhem                            | Båstads kommun       | Båstads kommun       |

## C
| Bostadsföretag          | Ägare        | Verksamt i   |
| ----------------------- | ------------ | ------------ |
| Centrumbostäder i Skara | Skara kommun | Skara kommun |

## D
| Bostadsföretag  | Ägare            | Verksamt i       |
| --------------- | ---------------- | ---------------- |
| Degerforsbyggen | Degerfors kommun | Degerfors kommun |

## E
| Bostadsföretag               | Ägare             | Verksamt i        |
| ---------------------------- | ----------------- | ----------------- |
| Eda Bostads AB               | Eda kommun        | Eda kommun        |
| Edshus                       | Dals-Eds kommun   | Dals-Eds kommun   |
| Eidar, Bostads AB            | Trollhättans stad | Trollhättans stad |
| Ekerö Bostäder               | Ekerö kommun      | Ekerö kommun      |
| Eksta Bostads AB             | Kungsbacka kommun | Kungsbacka kommun |
| Eksjöbostäder                | Eksjö kommun      | Eksjö kommun      |
| Emmaboda Bostads AB - EBA    | Emmaboda kommun   | Emmaboda kommun   |
| Enköpings Hyresbostäder      | Enköpings kommun  | Enköpings kommun  |
| Eskilstuna Kommunfastigheter | Eskilstuna kommun | Eskilstuna kommun |
| Eslövs Bostads AB            | Eslövs kommun     | Eslövs kommun     |
| Essunga Bostäder             | Essunga kommun    | Essunga kommun    |

## F
| Bostadsföretag                | Ägare                                           | Verksamt i                                      |
| ----------------------------- | ----------------------------------------------- | ----------------------------------------------- |
| Falkenbergs Bostadsaktiebolag | Falkenbergs kommun                              | Falkenbergs kommun                              |
| Falköpings Hyresbostäder      | Falköpings kommun                               | Falköpings kommun                               |
| AB Familjebostäder            | Stockholms stad                                 | Stockholms stad                                 |
| Familjebostäder i Göteborg AB | Göteborgs kommun                                | Göteborgs kommun                                |
| Faxeholmen                    | Söderhamns kommun                               | Söderhamns kommun                               |
| Finnvedsbostäder              | Värnamo kommun                                  | Värnamo kommun                                  |
| Flens Bostads AB              | Flens kommun                                    | Flens kommun                                    |
| Fristadbostäder AB            | Borås stad                                      | Borås stad                                      |
| Förbo AB                      | Härryda, Mölndals, Lerums och Kungälvs kommuner | Härryda, Mölndals, Lerums och Kungälvs kommuner |
| Förvaltaren, Fastighets AB    | Sundbybergs kommun                              | Sundbybergs kommun                              |

## G
| Bostadsföretag             | Ägare               | Verksamt i          |
| -------------------------- | ------------------- | ------------------- |
| Gagnefbostäder             | Gagnefs kommun      | Gagnefs kommun      |
| Gamla Byn                  | Avesta kommun       | Avesta kommun       |
| Gavlegårdarna              | Gävle kommun        | Gävle kommun        |
| Gislavedshus               | Gislaveds kommun    | Gislaveds kommun    |
| Glada Hudikhem             | Hudiksvalls kommun  | Hudiksvalls kommun  |
| Gnestahem                  | Gnesta kommun       | Gnesta kommun       |
| Gotlandshem                | Gotlands kommun     | Gotlands kommun     |
| Grums Hyresbostäder        | Grums kommun        | Grums kommun        |
| AB Grännahus               | Jönköpings kommun   | Jönköpings kommun   |
| Gullspångsbostäder         | Gullspångs kommun   | Gullspångs kommun   |
| Gårdstensbostäder          | Göteborgs kommun    | Göteborgs kommun    |
| Göingehem AB               | Östra Göinge kommun | Östra Göinge kommun |
| Göteborgs Stads Bostads AB | Göteborgs kommun    | Göteborgs kommun    |
| GöteneBostäder             | Götene kommun       | Götene kommun       |

## H
| Bostadsföretag                               | Ägare                 | Verksamt i            |
| -------------------------------------------- | --------------------- | --------------------- |
| Habo Bostäder                                | Habo kommun           | Habo kommun           |
| Hagforshem                                   | Hagfors kommun        | Hagfors kommun        |
| Hallstahammars Fastighets AB                 | Hallstahammars kommun | Hallstahammars kommun |
| Halmstads Fastighets AB                      | Halmstads kommun      | Halmstads kommun      |
| Hammaröbostäder                              | Hammarö kommun        | Hammarö kommun        |
| Haninge Bostäder                             | Haninge kommun        | Haninge kommun        |
| Haparandabostäder, Stiftelsen                | Haparanda kommun      | Haparanda kommun      |
| Hebygårdar                                   | Heby kommun           | Heby kommun           |
| Hedemorabostäder                             | Hedemora kommun       | Hedemora kommun       |
| Helsingborgshem                              | Helsingborgs kommun   | Helsingborgs kommun   |
| Herrljungabostäder, Stiftelsen               | Herrljunga kommun     | Herrljunga kommun     |
| Hjällbobostaden                              | Göteborgs kommun      | Göteborgs kommun      |
| Hoforshus                                    | Hofors kommun         | Hofors kommun         |
| Huge Fastigheter                             | Huddinge kommun       | Huddinge kommun       |
| Hultsfreds bostäder                          | Hultsfreds kommun     | Hultsfreds kommun     |
| Hyltebostäder, Bostadsstiftelsen             | Hylte kommun          | Hylte kommun          |
| Hyresbostäder i Norrköping AB                | Norrköpings kommun    | Norrköpings kommun    |
| Håbohus                                      | Håbo kommun           | Håbo kommun           |
| Hällefors Bostads AB                         | Hällefors kommun      | Hällefors kommun      |
| Härjegårdar Fastighets AB                    | Härjedalens kommun    | Härjedalens kommun    |
| Härnösandshus                                | Härnösands kommun     | Härnösands kommun     |
| Hässlehem AB                                 | Hässleholms kommun    | Hässleholms kommun    |
| AB Höganäshem                                | Höganäs kommun        | Höganäs kommun        |
| Högsby Bostads AB                            | Högsby kommun         | Högsby kommun         |
| Hörbybostäder AB                             | Hörby kommun          | Hörby kommun          |
| Höörs Fastighets AB (f.d. Höörs Byggnads AB) | Höörs kommun          | Höörs kommun          |

## J
| Bostadsföretag             | Ägare             | Verksamt i        |
| -------------------------- | ----------------- | ----------------- |
| Jokkmokkshus               | Jokkmokks kommun  | Jokkmokks kommun  |
| Junehem                    | Jönköpings kommun | Jönköpings kommun |
| Järfällahus                | Järfälla kommun   | Järfälla kommun   |
| Järnbäraren, Fastighets AB | Gnosjö kommun     | Gnosjö kommun     |

## K
| Bostadsföretag                                   | Ägare                | Verksamt i           |
| ------------------------------------------------ | -------------------- | -------------------- |
| Kalmarhem                                        | Kalmar kommun        | Kalmar kommun        |
| Karlsborgsbostäder                               | Karlsborgs kommun    | Karlsborgs kommun    |
| Karlshamnsbostäder                               | Karlshamns kommun    | Karlshamns kommun    |
| Karlskogahem (f.d. Hyresbostäder i Karlskoga AB) | Karlskoga kommun     | Karlskoga kommun     |
| Karlskronahem                                    | Karlskrona kommun    | Karlskrona kommun    |
| Karlstads Bostads AB                             | Karlstads kommun     | Karlstads kommun     |
| Katrineholms Fastighets AB                       | Katrineholms kommun  | Katrineholms kommun  |
| Kilsbostäder                                     | Kils kommun          | Kils kommun          |
| Kindahus, Stiftelsen                             | Kinda kommun         | Kinda kommun         |
| KirunaBostäder                                   | Kiruna kommun        | Kiruna kommun        |
| Kommunhus, Stiftelsen                            | Tingsryds kommun     | Tingsryds kommun     |
| Knivstabostäder                                  | Knivsta kommun       | Knivsta kommun       |
| Kopparstaden AB                                  | Falu kommun          | Falu kommun          |
| Krambo Bostads AB                                | Kramfors kommun      | Kramfors kommun      |
| Kristinehamnsbostäder AB                         | Kristinehamns kommun | Kristinehamns kommun |
| Kristianstadsbyggen                              | Kristianstads kommun | Kristianstads kommun |
| Krokomsbostäder                                  | Krokoms kommun       | Krokoms kommun       |
| Kumla Bostäder                                   | Kumla kommun         | Kumla kommun         |
| Kungsörs Fastighets AB                           | Kungsörs kommun      | Kungsörs kommun      |
| Kungälvsbostäder                                 | Kungälvs kommun      | Kungälvs kommun      |
| Kustbostäder i Oxelösund                         | Oxelösunds kommun    | Oxelösunds kommun    |
| Kvidingebyggen                                   | Åstorps kommun       | Åstorps kommun       |
| Kävlinge Kommunala Bostads AB                    | Kävlinge kommun      | Kävlinge kommun      |
| Köpings Bostads AB                               | Köpings kommun       | Köpings kommun       |

## L
| Bostadsföretag                       | Ägare                    | Verksamt i           |
| ------------------------------------ | ------------------------ | -------------------- |
| Laholmshem AB                        | Laholms kommun           | Laholms kommun       |
| Landskronahem                        | Landskrona kommun        | Landskrona kommun    |
| Landstingsbostäder i Jämtlands län   | Jämtlands läns landsting | Jämtlands län        |
| Laxåhem                              | Laxå kommun              | Laxå kommun          |
| LekebergsBostäder                    | Lekebergs kommun         | Lekebergs kommun     |
| Leksandsbostäder                     | Leksands kommun          | Leksands kommun      |
| LesseboHus                           | Lessebo kommun           | Lessebo kommun       |
| Lidingöhem                           | Lidingö kommun           | Lidingö kommun       |
| Lilla Edets Industri & Fastighets AB | Lilla Edets kommun       | Lilla Edets kommun   |
| Linden, Fastighets AB                | Nässjö kommun            | Nässjö kommun        |
| Lindesbergsbostäder                  | Lindesbergs kommun       | Lindesbergs kommun   |
| Ljungbybostäder                      | Ljungby kommun           | Ljungby kommun       |
| Ljungskilehem                        | Uddevalla kommun         | Uddevalla kommun     |
| Ljusdalshem                          | Ljusdals kommun          | Ljusdals kommun      |
| Ljusnarsbergs Fastighets AB          | Ljusnarsbergs kommun     | Ljusnarsbergs kommun |
| Ludvikahem                           | Ludvika kommun           | Ludvika kommun       |
| Lulebo                               | Luleå kommun             | Luleå kommun         |
| Lunds Kommuns Fastighets AB          | Lunds kommun             | Lunds kommun         |
| Lycksele Bostäder                    | Lycksele kommun          | Lycksele kommun      |
| Lysekilsbostäder                     | Lysekils kommun          | Lysekils kommun      |

## M
| Bostadsföretag                    | Ägare             | Verksamt i        |
| --------------------------------- | ----------------- | ----------------- |
| Malungshem                        | Malungs kommun    | Malungs kommun    |
| Malåbostaden                      | Malå kommun       | Malå kommun       |
| Mariehus                          | Mariestads kommun | Mariestads kommun |
| Marks Bostads AB                  | Marks kommun      | Marks kommun      |
| Melleruds Bostäder                | Melleruds kommun  | Melleruds kommun  |
| Micasa Fastigheter i Stockholm AB | Stockholms kommun | Stockholms kommun |
| Mimer, Bostads AB                 | Västerås kommun   | Västerås kommun   |
| Mitthem                           | Sundsvalls kommun | Sundsvalls kommun |
| MKB Fastighets AB                 | Malmö kommun      | Malmö kommun      |
| Morastrand AB                     | Mora kommun       | Mora kommun       |
| Mullsjö Bostäder                  | Mullsjö kommun    | Mullsjö kommun    |
| Munkedals Bostäder                | Munkedals kommun  | Munkedals kommun  |
| Mölndalsbostäder AB               | Mölndals kommun   | Mölndals kommun   |
| Mönsterås Bostäder                | Mönsterås kommun  | Mönsterås kommun  |
| Mörbylånga Bostads AB             | Mörbylånga kommun | Mörbylånga kommun |

## N
| Bostadsföretag                            | Ägare                            | Verksamt i                       |
| ----------------------------------------- | -------------------------------- | -------------------------------- |
| AB Norrahammars Kommunala Bostäder (NKBo) | Jönköpings kommun                | Jönköpings kommun                |
| Norabostäder                              | Nora kommun                      | Nora kommun                      |
| Nordanstigs bostäder                      | Nordanstigs kommun               | Nordanstigs kommun               |
| Nordmalingshus                            | Nordmalings kommun               | Nordmalings kommun               |
| Norra Dalarnas Fastighets AB              | Älvdalens kommun                 | Älvdalens kommun                 |
| Norra Västmanlands kommunalteknikförbund  | Fagersta kommun, Norbergs kommun | Fagersta kommun, Norbergs kommun |
| Norsjölägenheter                          | Norsjö kommun                    | Norsjö kommun                    |
| Nybro Bostadsaktiebolag                   | Nybro kommun                     | Nybro kommun                     |
| Nyköpingshem                              | Nyköpings kommun                 | Nyköpings kommun                 |
| Nynäshamnsbostäder                        | Nynäshamns kommun                | Nynäshamns kommun                |

## O
| Bostadsföretag  | Ägare             | Verksamt i        |
| --------------- | ----------------- | ----------------- |
| Ockelbogårdar   | Ockelbo kommun    | Ockelbo kommun    |
| Olofströmshus   | Olofströms kommun | Olofströms kommun |
| Orsabostäder    | Orsa kommun       | Orsa kommun       |
| Osbybostäder AB | Osby kommun       | Osby kommun       |

## P
| Bostadsföretag            | Ägare            | Verksamt i       |
| ------------------------- | ---------------- | ---------------- |
| Partillebo                | Partille kommun  | Partille kommun  |
| Pajalabostäder            | Pajala kommun    | Pajala kommun    |
| Perstorps Bostäder AB     | Perstorps kommun | Perstorps kommun |
| Pitebo                    | Piteå kommun     | Piteå kommun     |
| Platen, Bostadsstiftelsen | Motala kommun    | Motala kommun    |
| Poseidon, Bostads AB      | Göteborgs kommun | Göteborgs kommun |

## R
| Bostadsföretag            | Ägare               | Verksamt i          |
| ------------------------- | ------------------- | ------------------- |
| Ragunda Hyreshus          | Ragunda kommun      | Ragunda kommun      |
| Ramunderstaden            | Söderköpings kommun | Söderköpings kommun |
| Robert Dicksons stiftelse | Stiftelsen          | Göteborgs kommun    |
| RobertsforsBostäder       | Robertsfors kommun  | Robertsfors kommun  |
| Ronnebyhus                | Ronneby kommun      | Ronneby kommun      |
| Roslagsbostäder           | Norrtälje kommun    | Norrtälje kommun    |
| Rättviks Fastigheter      | Rättviks kommun     | Rättviks kommun     |

## S
| Bostadsföretag                         | Ägare                | Verksamt i                    |
| -------------------------------------- | -------------------- | ----------------------------- |
| Salabostäder                           | Sala kommun          | Sala kommun                   |
| Sandvikenhus                           | Sandvikens kommun    | Sandvikens kommun             |
| Signalisten i Solna, Bostadsstiftelsen | Solna stad           | Solna stad                    |
| Sigtunahem                             | Sigtuna kommun       | Sigtuna kommun                |
| Simrishamns Bostäder                   | Simrishamns kommun   | Simrishamns kommun            |
| AB Sjöbohem                            | Sjöbo kommun         | Sjöbo kommun                  |
| Skebo - Skelleftebostäder              | Skellefteå kommun    | Skellefteå kommun             |
| Skurupshem                             | Skurups kommun       | Skurups kommun                |
| Skövdebostäder                         | Skövde kommun        | Skövde kommun                 |
| Sollentunahem                          | Sollentuna kommun    | Sollentuna kommun             |
| Solnabostäder                          | Solna stad           | Solna stad                    |
| SorseleBo                              | Sorsele kommun       | Sorsele kommun                |
| Sotenäsbostäder                        | Sotenäs kommun       | Sotenäs kommun                |
| Staffanstorpshus                       | Staffanstorps kommun | Staffanstorps kommun          |
| Stenungsundshem                        | Stenungsunds kommun  | Stenungsunds kommun           |
| Stockholmshem                          | Stockholms stad      | Stockholms stad, Nacka kommun |
| AB Stora Tunabyggen                    | Borlänge kommun      | Borlänge kommun               |
| Strängnäs Bostads AB                   | Strängnäs kommun     | Strängnäs kommun              |
| Strömstadsbyggen                       | Strömstads kommun    | Strömstads kommun             |
| STUBO                                  | Ulricehamns kommun   | Ulricehamns kommun            |
| Stångåstaden                           | Linköpings kommun    | Linköpings kommun             |
| Sunne Bostads AB                       | Sunne kommun         | Sunne kommun                  |
| Surahammarshus                         | Surahammars kommun   | Surahammars kommun            |
| AB Svalövsbostäder                     | Svalövs kommun       | Svalövs kommun                |
| Svedalahem, Bostads AB                 | Svedala kommun       | Svedala kommun                |
| Svenljunga Bostäder                    | Svenljunga kommun    | Svenljunga kommun             |
| Svenska Bostäder                       | Stockholms stad      | Stockholms stad               |
| Säfflebostäder                         | Säffle kommun        | Säffle kommun                 |
| Säterbostäder                          | Säters kommun        | Säters kommun                 |
| Sävebo                                 | Sävsjö kommun        | Sävsjö kommun                 |
| Sölvesborgshem                         | Sölvesborgs kommun   | Sölvesborgs kommun            |

## T
| Bostadsföretag          | Ägare              | Verksamt i         |
| ----------------------- | ------------------ | ------------------ |
| Tanums Bostäder         | Tanums kommun      | Tanums kommun      |
| Telgebostäder           | Södertälje kommun  | Södertälje kommun  |
| Telge Hovsjö            | Södertälje kommun  | Södertälje kommun  |
| Tidaholms Bostads AB    | Tidaholms kommun   | Tidaholms kommun   |
| Tierpsbyggen            | Tierps kommun      | Tierps kommun      |
| Timråbo                 | Timrå kommun       | Timrå kommun       |
| AB Toarpshus            | Borås stad         | Borås stad         |
| TOP Bostäder            | Gällivare kommun   | Gällivare kommun   |
| Torsby Bostäder         | Torsby kommun      | Torsby kommun      |
| Torshälla Fastighets AB | Eskilstuna kommun  | Eskilstuna kommun  |
| Torsås Fastighets AB    | Torsås kommun      | Torsås kommun      |
| TranemoBostäder         | Tranemo kommun     | Tranemo kommun     |
| Tranåsbostäder          | Tranås kommun      | Tranås kommun      |
| Treklövern Bostads AB   | Klippans kommun    | Klippans kommun    |
| Trelleborgshem          | Trelleborgs kommun | Trelleborgs kommun |
| Trosabygdens Bostäder   | Trosa kommun       | Trosa kommun       |
| Tyresö Bostäder         | Tyresö kommun      | Tyresö kommun      |
| Törebodabostäder        | Töreboda kommun    | Töreboda kommun    |

## U
| Bostadsföretag                | Ägare               | Verksamt i          |
| ----------------------------- | ------------------- | ------------------- |
| Uddevallahem                  | Uddevalla kommun    | Uddevalla kommun    |
| Umluspen, Fastighets AB       | Storumans kommun    | Storumans kommun    |
| Upplands-Brohus               | Upplands-Bro kommun | Upplands-Bro kommun |
| Uppsala Kommuns Fastighets AB | Uppsala kommun      | Uppsala kommun      |
| Uppsalahem                    | Uppsala kommun      | Uppsala kommun      |
| Uppvidingehus                 | Uppvidinge kommun   | Uppvidinge kommun   |

## V
| Bostadsföretag                    | Ägare                 | Verksamt i            |
| --------------------------------- | --------------------- | --------------------- |
| Vadstena Fastighets AB            | Vadstena kommun       | Vadstena kommun       |
| Vaggeryd-Skillingaryds Bostads AB | Vaggeryds kommun      | Vaggeryds kommun      |
| Valbohem                          | Färgelanda kommun     | Färgelanda kommun     |
| Vallonbygden                      | Finspångs kommun      | Finspångs kommun      |
| Vara Bostäder                     | Vara kommun           | Vara kommun           |
| Varbergs Bostad                   | Varbergs kommun       | Varbergs kommun       |
| Vellingebostäder                  | Vellinge kommun       | Vellinge kommun       |
| Vidingehem                        | Växjö kommun          | Växjö kommun          |
| Vilhelmina Bostäder               | Vilhelmina kommun     | Vilhelmina kommun     |
| Vimarhem                          | Vimmerby kommun       | Vimmerby kommun       |
| Vindelnbostäder                   | Vindelns kommun       | Vindelns kommun       |
| Vingåkershem                      | Vingåkers kommun      | Vingåkers kommun      |
| Visingsöbostäder AB               | Jönköpings kommun     | Jönköpings kommun     |
| Viskaforshem AB                   | Borås stad            | Borås stad            |
| Witalabostäder                    | Vetlanda kommun       | Vetlanda kommun       |
| Vårgårda Bostäder                 | Vårgårda kommun       | Vårgårda kommun       |
| Vänersborgsbostäder               | Vänersborgs kommun    | Vänersborgs kommun    |
| Vännäs Bostäder                   | Vännäs kommun         | Vännäs kommun         |
| Värmdöbostäder                    | Värmdö kommun         | Värmdö kommun         |
| Väsbyhem                          | Upplands Väsby kommun | Upplands Väsby kommun |
| Västerviks Bostads AB             | Västerviks kommun     | Västerviks kommun     |
| Vätterhem, Bostads AB             | Jönköpings kommun     | Jönköpings kommun     |
| Växjöbostäder                     | Växjö kommun          | Växjö kommun          |

## Y
| Bostadsföretag | Ägare         | Verksamt i    |
| -------------- | ------------- | ------------- |
| Ydrebostäder   | Ydre kommun   | Ydre kommun   |
| Ystadbostäder  | Ystads kommun | Ystads kommun |

## Å
| Bostadsföretag                | Ägare          | Verksamt i     |
| ----------------------------- | -------------- | -------------- |
| Ånge Fastighets & Industri AB | Ånge kommun    | Ånge kommun    |
| Årehus                        | Åre kommun     | Åre kommun     |
| Årjängs Bostads AB            | Årjängs kommun | Årjängs kommun |
| Åselehus, Stiftelsen          | Åsele kommun   | Åsele kommun   |

## Ä
| Bostadsföretag   | Ägare             | Verksamt i        |
| ---------------- | ----------------- | ----------------- |
| Älmhultsbostäder | Älmhults kommun   | Älmhults kommun   |
| Älvkarlebyhus    | Älvkarleby kommun | Älvkarleby kommun |
| AB Ängelholmshem | Ängelholms kommun | Ängelholms kommun |

## Ö
| Bostadsföretag                | Ägare                | Verksamt i           |
| ----------------------------- | -------------------- | -------------------- |
| Öckerö Bostads AB             | Öckerö kommun        | Öckerö kommun        |
| Ödeshögsbostäder              | Ödeshögs kommun      | Ödeshögs kommun      |
| Örebrobostäder                | Örebro kommun        | Örebro kommun        |
| Örkelljungabostäder AB        | Örkelljunga kommun   | Örkelljunga kommun   |
| Österlenhem AB                | Tomelilla kommun     | Tomelilla kommun     |
| Östersundshem AB              | Östersunds kommun    | Östersunds kommun    |
| Östhammarshem, Stiftelsen     | Östhammars kommun    | Östhammars kommun    |
| Överkalixbostäder, Stiftelsen | Överkalix kommun     | Överkalix kommun     |
| ÖviksHem                      | Örnsköldsviks kommun | Örnsköldsviks kommun |